# Şamil Çinaz
Şamil Çinaz (sinh ngày 8 tháng 3 năm 1986) là một cầu thủ bóng đá Đức gốc Thổ Nhĩ Kỳ thi đấu ở vị trí tiền vệ cho câu lạc bộ Thổ Nhĩ Kỳ Kayserispor.